# Stena Adventurer
Lo Stena Adventurer è un traghetto appartenente alla compagnia di navigazione Stena Line.

## Servizio
Varato il 31 ottobre 2002 nel cantiere navale Hyundai Heavy Industries di Ulsan con il nome di Stena Adventurer e consegnato il 15 maggio 2003 alla Stena Line, prende servizio il 1º luglio successivo nei collegamenti tra Dublino ed Holyhead, dove opera tutt'oggi.
Il 16 luglio 2010 entra in collisione con la banchina del porto di Holyhead a causa delle condizioni meteo avverse. Riparato, il giorno successivo torna regolarmente in servizio.

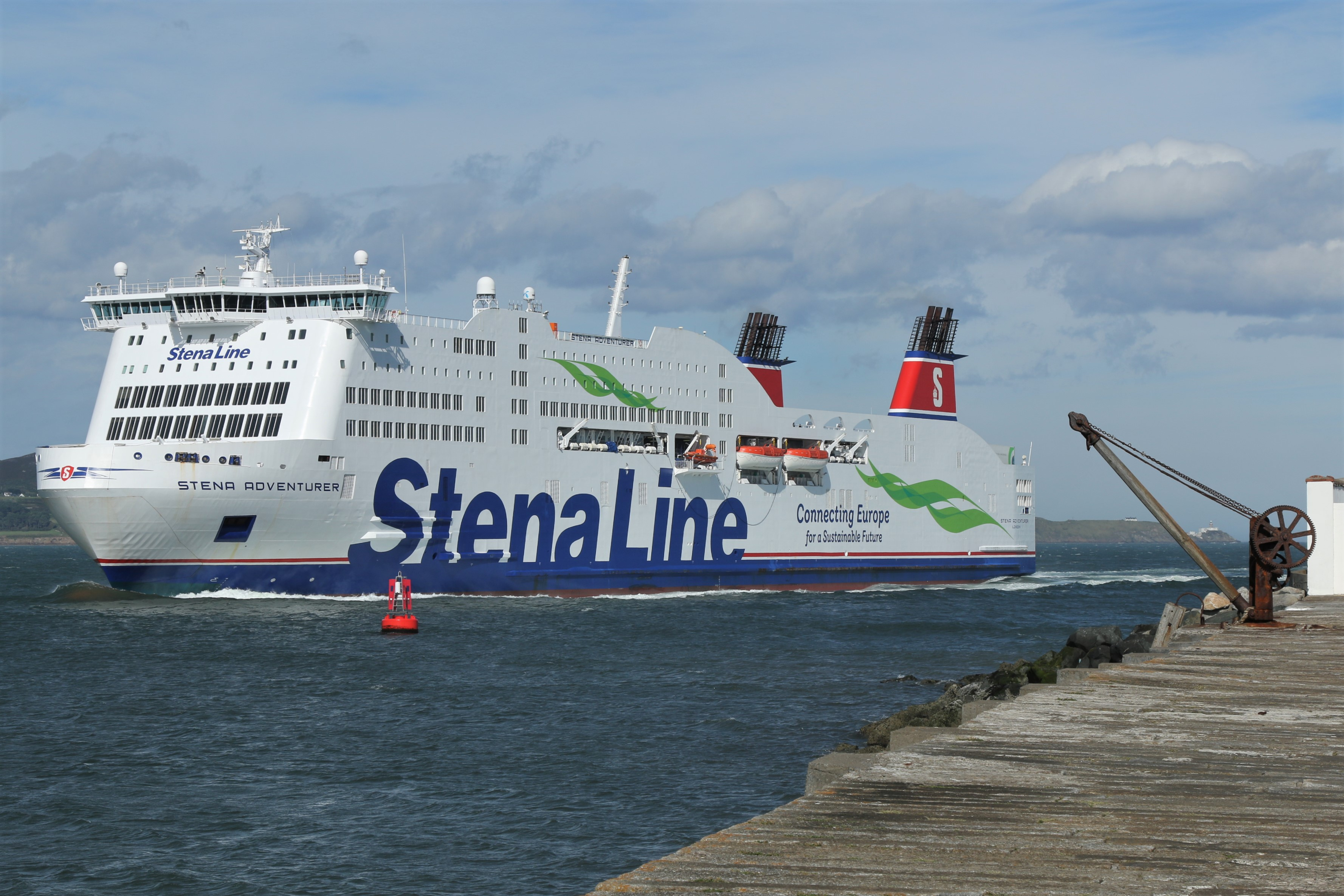
Lo Stena Adventurer in arrivo a Dublino nel 2020.

Dall'11 dicembre 2024 al 15 gennaio 2025 opera sulla Dublino-Fishguard a causa della chiusura del porto di Holyhead.

## Navi gemelle
- Stena Scandinavica